# Sujeong-dong
Sujeong-dong (koreanska: 수정동) är en stadsdel i staden Busan i den sydöstra delen av Sydkorea, 300 km sydost om huvudstaden Seoul.  Den ligger i stadsdistriktet Dong-gu.  

## Indelning
Administrativt är Sujeong-dong indelat i:
| Namn    | Namn               | Yta i km² | Invånare 30 jun 2020 |
| ------- | ------------------ | --------- | -------------------- |
| 수정1동 | Sujeong 1(il)-dong | 0,22      | 4 274                |
| 수정2동 | Sujeong 2(i)-dong  | 1,12      | 10 155               |
| 수정4동 | Sujeong 4(sa)-dong | 0,92      | 4 256                |
| 수정5동 | Sujeong 5(sa)-dong | 0,34      | 5 703                |